# 니타 탤벗

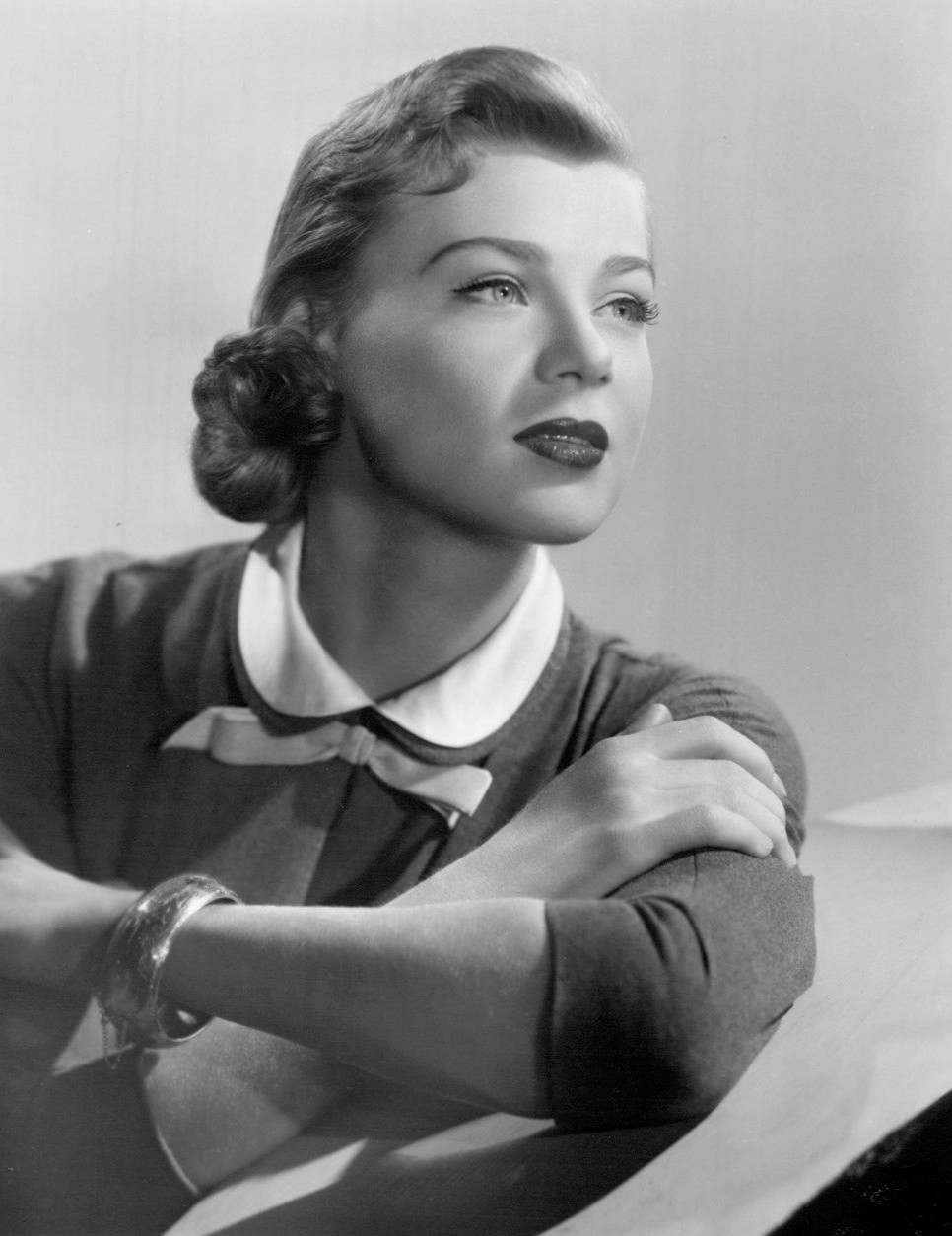

니타 탤벗(영어: Nita Talbot, 1930년 8월 8일 ~ )은 미국의 배우, 모델이다. 시트콤 《호간의 영웅들》 출연으로 에미상 후보에 올랐다. 본명은 어니타 소콜(Anita Sokol)로, 뉴욕에서 태어났다.

## 출연 작품
- 아미티빌 6 (1992년)
- 조종자 2 (1990년)
- 밀월여행 (1986, The Check Is in the Mail...)
- 팜스프링스의 청춘 (1985년)
- 프라이트메어 (1983년)
- 디아더 우먼 (1983년)
- 체인 히트 (1983년)
- 더 콘크리트 정글 (1982년)
- 뉴욕의 사랑 (1982년)
- 아일랜드 크로스 (1980년)
- 댓 퍼니 필링 (1965년)
- 걸 해피 (1965년)
- 후즈 갓 더 액션? (1962년) - 새터데이 나이트 역
- 번들 오브 조이 (1956년)
- 이츠 어 그레이트 필링 (1949년)

### 텔레비전
- 스튜디오 원 (1951-57)
- 딜론 보안관 (1958)
- 페리 메이슨 (1958)
- 추격 (1960)
- 도망자 (1966)
- 호간의 영웅들 (1966-71)
- 보난자 (1967)
- 매닉스 (1967)
- 아내는 요술쟁이 (1972)
- 형사 콜롬보 (1973)
- 여형사 페퍼 (1975)
- 올 인 더 패밀리 (1977)
- 기동순찰대 (1978)
- 하와이 파이브-O (1978)
- 꿈꾸는 낙원 (1978-82)
- 미녀 삼총사 (1979)
- 제너럴 호스피털 (1981-82)